# Acalypha reflexa
Acalypha reflexa é uma espécie de flor do gênero Acalypha, pertencente à família Euphorbiaceae.